# Wicked Game
«Wicked Game» — пісня американського, рок-виконавця, Кріса Айзека, яка вийшла, зі студійного альбому, Heart Shaped World 1989, року. Попри те, що він вийшов як сингл, в 1990 році, він не був популярним, після того, як увійшов до фільму режисера на ім'я Девід Лінч, «Дикі Серцем», 1990, року. Лі Кешнут, музичний керівник, радіо станції, в Атланті, який любив фільми Девіда Лінча, почав грати цю пісню на радіо, і вона стала популярною, і це сталося в січні, 1991 року, пісня, досягла 6-го місця в Billboard Hot 100, що і стала популярним хітом, Кріса Айзека, у його музичній кар'єрі.